# باليتورك
باليتورك هي مسرحية من تأليف إندا والش. يقول والش أن على باليتورك «تجاوز العقل والذهاب مباشرة إلى العظام.» 
عُرضت المسرحية لأول مرة في مسرح بلاك بوكس في مدينة غالواي في 14 يوليو 2014 في إنتاج مشترك بين لاندمارك للإنتاج ومهرجان غالواي الدولي للفنون. وبعد ذلك عرضت في مسرح أولمبيا في دبلن في دار أوبرا كورك والمسرح الوطني في لندن. وكانت الفائزة بجائزة أفضل إنتاج في حفل توزيع جوائز مسرح تايمز الايرلندية لعام 2015.
في عام 2017، أُعيد إحياء المسرحية في مسرح آبي وفي بداية عام 2018 عُرضت في معرض سانت آن في مدينة بروكلين في نيويورك. وأُعيد عرضها في المعرض نفسه - الذي أنتجته مرة ثانية شركة لاندمارك للإنتاج ومهرجان غالواي الدولي للفنون - ولعب تادج مورفي فيه الدور الأول وعاد ميكيل مورفي في الدور الثاني، ولعبت أولوين فوير دورا في المسرحية.

## ملخص
شخصيتان من الذكور لم يتم ذكر اسمهما (الأول، في أواخر الثلاثينيات من عمره، والثاني، في منتصف الأربعينيات من عمره) يعيشان في مسكن يتكون من غرفة واحدة ويناقشان مدينة وهمية في أيرلندا تسمى باليتورك. فيما بعد، يفتح الجدار الخلفي للمسكن ليظهر للعالم الخارجي.
ويدخل ذكر ثالث أكبر سنًا لم يُذكر اسمه من خارج المسكن ويوضح أن على أحدهم أن يبقى والآخر يغادر. يغلق الجدار مع الذكر (الثالث) من خارج المسكن. بعد المشاورة، يغادر الذكر الأول لينضم للذكر الثالث يبنما يبقى الذكر الثاني. يُعاد فتحُ الجدار مرة ثانية ويُغادر الأول ويبقى الثاني ويحل محل الذكر الأول فتاة تبلغ من العمر سبع سنوات.

## فريق التمثيل الأصلي
- كيليان ميرفي بدور الأول
- ميكيل مورفي بدور الثاني
- ستيفن ريا بدور الثالث

وأخرين